# Boogaloo-Bewegung

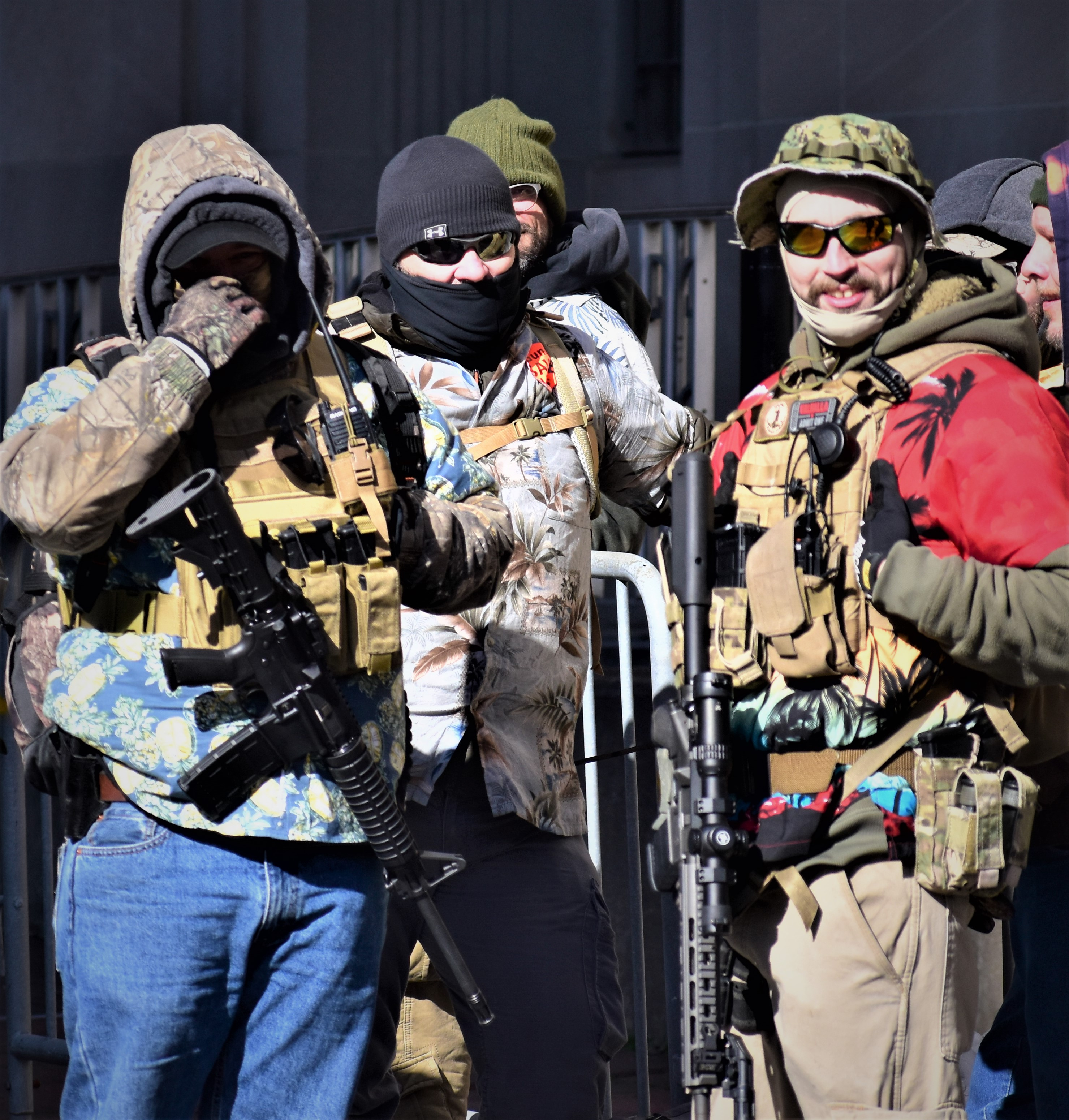
Boogaloo Bois

Der Begriff Boogaloo-Bewegung bezeichnet militante, rechtsextreme, lose organisierte Gruppierungen in den Vereinigten Staaten, die erstmals im Frühjahr 2020 in der Öffentlichkeit auftraten. Mitglieder der Gruppe sehen sich selbst häufig als libertäre Miliz und geben an, sich auf einen zweiten amerikanischen Bürgerkrieg, den Boogaloo, vorzubereiten. Ihre meist männlichen Anhänger, sogenannte Boogaloo Boys (oder Boog Bois), verbreiten ihre Thesen hauptsächlich auf sozialen Medien, treten aber auch oft in voller Bewaffnung bei verschiedenen Protestaktionen auf.

## Hintergrund
In den 1970er-Jahren entwickelte sich unter dem Einfluss von Funkmusik und Hip-Hop-Tanz an der US-Westküste der Tanz Electric Boogaloo, der wenig mit dem originalen lateinamerikanisch inspirierten Musikstil Boogaloo zu tun hatte. Ausgehend vom weitgehend unbeachteten 1984 erschienenen Film Breakin’ 2: Electric Boogaloo (als Fortsetzung des Erfolgsfilms Breakin’) entwickelte sich der Begriff Boogaloo in den USA zu einem Meme, das sich auf das Phänomen misslungener Fortsetzungsfilme bezieht.
Gegen Ende der 2010er-Jahre übernahmen militante rechtsextreme (White Supremacy) Gruppen den Begriff für einen zweiten amerikanischen Bürgerkrieg, teilweise in der Verballhornung Big Igloo oder Big Luau (in Anspielung auf den hawaiianischen Begriff Lūʻau für ein gemeinschaftliches Fest; Anhänger treten häufig in Hawaiihemden auf). Die Bewegung ist jedoch nicht einheitlich, so dass sich eine Vielzahl der Anhänger als libertär verstehen, nicht auf rassistischen Thematiken aufbauen und vor allem den amerikanischen Staat als Feind ansehen. Teile der Bewegung sehen daher auch in der tatsächlichen oder vermuteten Beschlagnahme von Schusswaffen durch die US-amerikanischen Behörden (etwa in Falle von Strafverfolgungsmaßnahmen oder bspw. infolge einer heraufbeschworenen Abschaffung des 2nd Amendment) einen Anlass für gerechtfertigte Gegengewalt.
Im Jahr 2020 mischten sich Mitglieder unter die Protestbewegungen gegen die Quarantänebestimmungen in den USA während der COVID-19-Pandemie und die Proteste infolge des Todes von George Floyd.
Im Oktober 2020 wurden 13 Mitglieder der Michiganer Miliz Wolverine Watchmen unter dem Vorwurf, die Entführung der Gouverneurin Gretchen Whitmer vorbereitet zu haben, vom FBI verhaftet. Die Miliz betrachtet sich als Teil der Bewegung.
2024 analysierte Rebecca Solnit, so wie die Bowery Boys im 19. Jahrhundert für die nativistische Know-Nothing Party eintraten, so seien die Boogaloo Boys mit der von Donald Trump und J. D. Vance vertretenen MAGA-Bewegung assoziiert. Zwar seien sie organisatorisch nur lose verbunden, lägen aber ideologisch auf einer Linie und seien erpicht darauf, dem gemeinsamen Gegner Gewalt anzutun.